# Tuyên ngôn độc lập Estonia

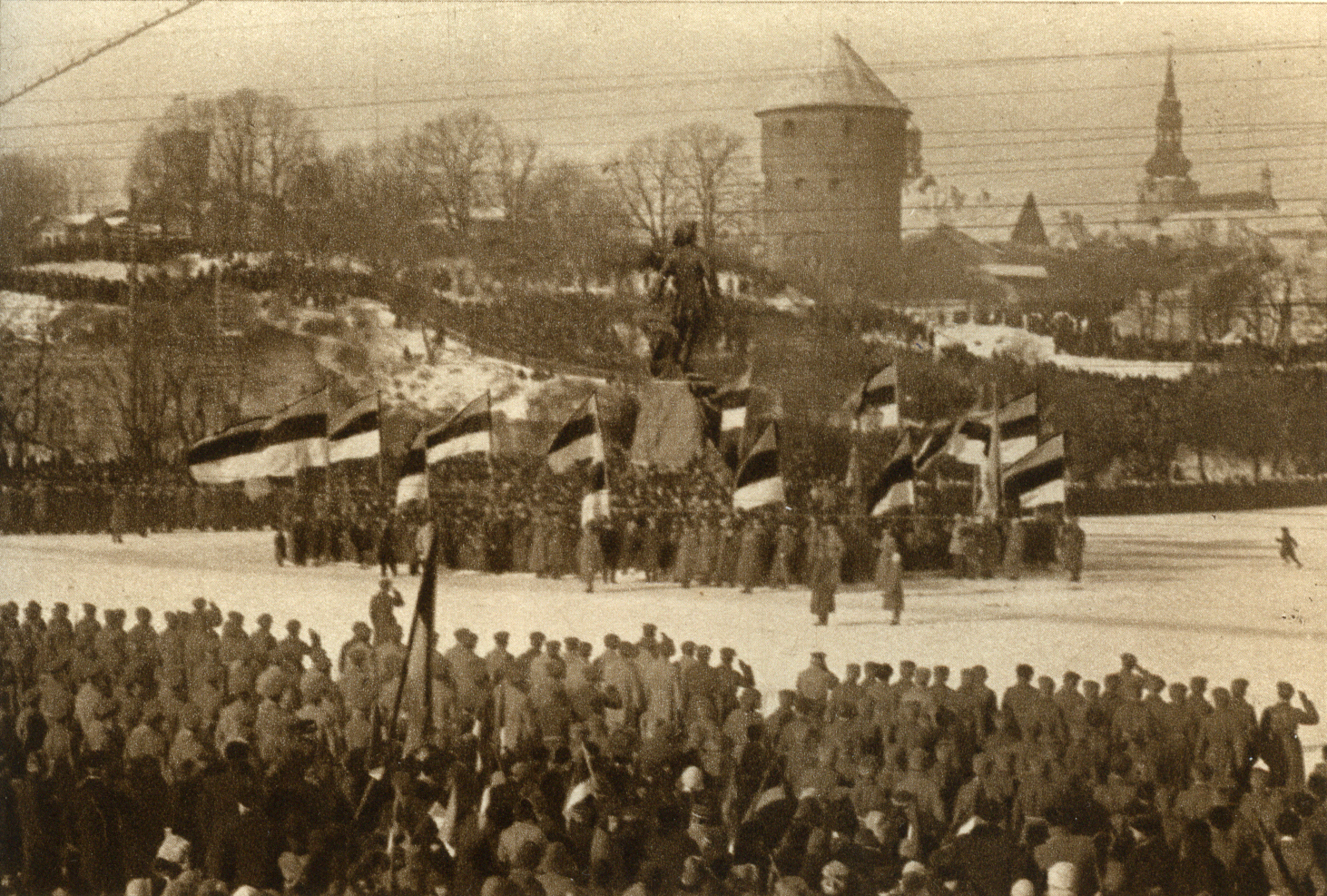
Buổi lễ đầu tiên của Ngày Độc lập ở Tallinn, Estonia vào 24 tháng 2 năm 1919.

Tuyên ngôn độc lập của Estonia, còn được gọi là Tuyên ngôn cho dân của Estonia (Tiếng Estonia: Manifest Eestimaa rahvastele), là tuyên ngôn thành lập của Cộng hòa Estonia vào năm 1918. Nó được tuyên bố vào ngày 24 tháng Hai, ngày gọi là ngày Quốc khánh hoặc ngày Độc lập.
Tuyên ngôn được soạn thảo bởi Ủy ban Cứu quốc Estonia được bầu bởi những người lớn tuổi của Hội đồng liên tỉnh Estonia. Ban đầu dự định sẽ được tuyên bố vào ngày 21 tháng 2 năm 1918, nhưng bị trì hoãn cho đến tối ngày 23 tháng 2, khi bản tuyên ngôn được in ra và đọc to công khai ở Pärnu. Vào ngày hôm sau, 24 tháng 2, bản tuyên ngôn đã được in và phân phát tại thủ đô Tallinn.

## Bối cảnh lịch sử
Trong Thế chiến I, giữa việc rút lui quân Nga và tiến quân Đức, sự chiếm đóng Estonia của Đế quốc Đức gần kề, Ủy ban Cứu quốc của Hội đồng liên tỉnh Estonia, Maapäev, tuyên bố độc lập Estonia vào ngày 24 tháng 2 năm 1918. Đế quốc Đức không công nhận Cộng hòa Estonia mới tuyên bố. Tuy nhiên, sau thất bại của Liên minh Trung tâm trong Thế chiến I vào tháng 11 năm 1918, Đức đã rút quân khỏi Estonia và chính thức trao quyền lực ở Estonia cho Chính phủ lâm thời Estonia vào ngày 19 tháng 11. Cuộc xâm lược của Cộng hòa Xã hội chủ nghĩa Xô viết Liên bang Nga và Chiến tranh giành độc lập của Estonia bắt đầu nối tiếp. Vào ngày 2 tháng 2 năm 1920, Hiệp ước hòa bình Tartu được ký kết bởi Cộng hòa Estonia và Cộng hòa Xã hội chủ nghĩa Xô viết Liên bang Nga. Cộng hòa Estonia được quốc tế công nhận và trở thành thành viên của Hội Quốc Liên vào năm 1921.

## Tuyên bố
TUYÊN BỐ tới toàn thể dân tộc Estonia

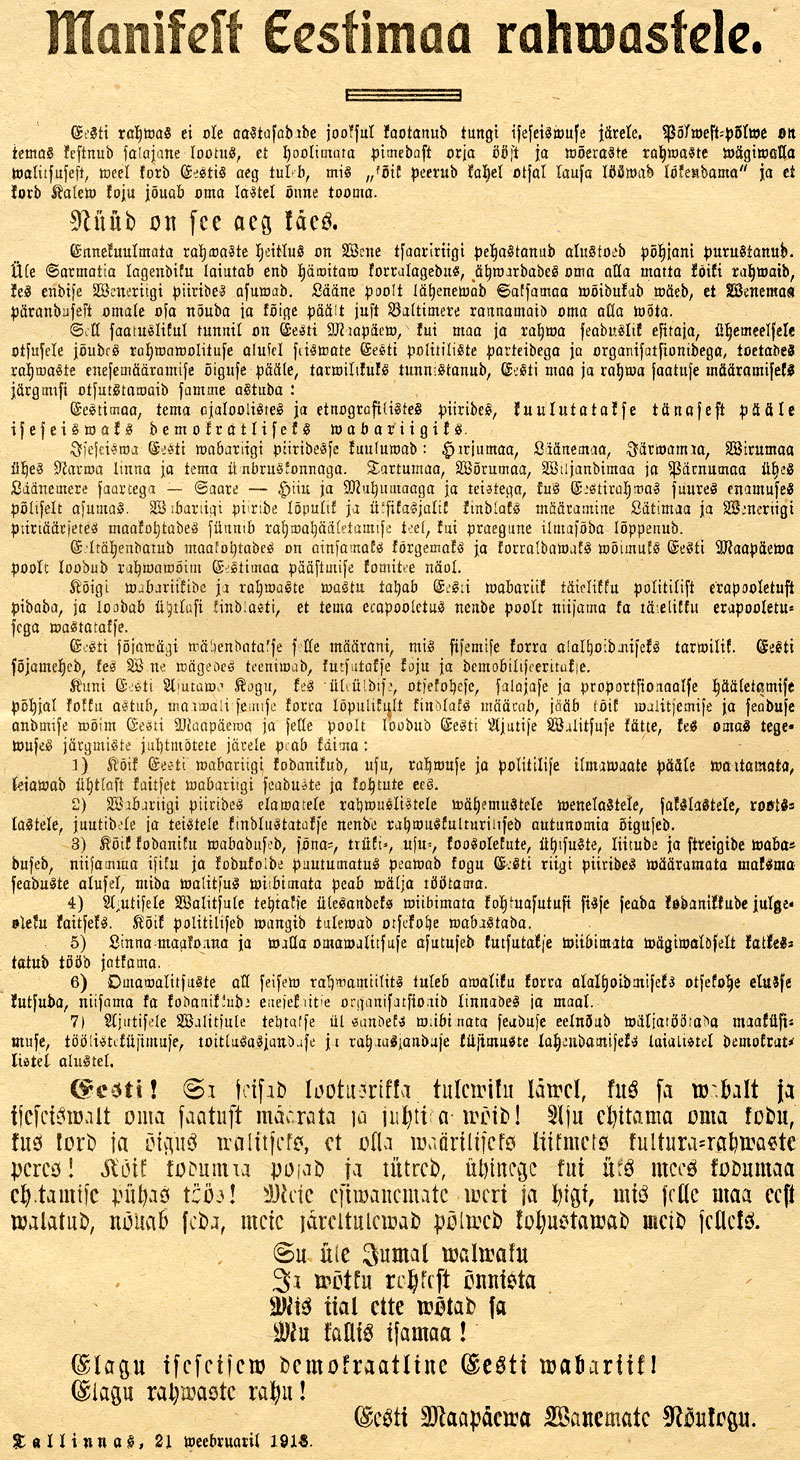
Tuyên ngôn độc lập của Estonia.

Chưa bao giờ trong suốt hàng thế kỷ, người dân Estonia đánh mất khát vọng độc lập mãnh liệt. Từ thế hệ này sang thế hệ khác, người Estonia vẫn sống với hy vọng che giấu rằng bất chấp sự nô lệ và áp bức của các quốc gia khác, thời khắc sẽ đến ở Estonia "khi tất cả các mảnh vụn, ở cả hai đầu, sẽ bùng cháy" và khi "Kalev sẽ về nhà mang lại cho anh ấy hạnh phúc."
Bây giờ thời khắc này đã đến.
Một cuộc chiến tranh chưa từng có của các quốc gia đã phá hủy nền tảng mục nát của Đế chế Nga Sa hoàng. Khắp vùng đồng bằng Sarmatian tình trạng hỗn loạn tàn phá đang lan rộng, đe dọa áp đảo trong sự thức tỉnh của tất cả các dân tộc sống trong đường biên giới của Đế quốc Nga cũ kỹ. Từ phương Tây, các đội quân chiến thắng người Đức đang tiếp cận để giành lấy phần di sản của Nga và trên hết là chiếm lấy các vùng lãnh thổ ven biển của Biển Baltic.
Trong giờ phút định mệnh này, Hội đồng liên tỉnh Estonia, với tư cách là đại diện hợp pháp của đất đai và nhân dân chúng ta, đã nhất trí với các đảng phái và tổ chức chính trị dân chủ Estonia, và nhờ quyền tự quyết của các dân tộc, nên cần phải có quyền tự quyết các bước quyết định sau đây để định hình vận mệnh của đất nước và người Estonia.
ESTONIA,
trong ranh giới lịch sử và dân tộc của Estonia, được tuyên bố vào ngày hôm nay
CỘNG HÒA DÂN CHỦ ĐỘC LẬP.
Cộng hòa Estonia độc lập sẽ bao gồm Harjumaa, Läänemaa, Järvamaa, Virumaa, với thành phố Narva và các khu vực xung quanh, Tartumaa, Võrumaa, Viljandimaa, và Pärnumaa với các đảo Baltic của Saaremaa, Hy Lạp cho thời đại trong hầu hết. Quyết định cuối cùng về ranh giới của Cộng hòa trong các khu vực giáp với Latvia và Nga sẽ được thực hiện bởi trưng cầu dân ý sau khi kết thúc Thế chiến hiện tại.
Trong các khu vực nói trên, cơ quan tối cao và tổ chức duy nhất là Ủy ban Cứu quốc Estonia được hỗ trợ dân chủ do Hội đồng liên tỉnh Estonia thành lập.
Cộng hòa Estonia mong muốn duy trì tính trung lập chính trị tuyệt đối đối với tất cả các quốc gia và dân tộc láng giềng và hy vọng rằng họ sẽ chuẩn thuận một cách trung lập hoàn toàn.
Các lực lượng quân sự của Estonia sẽ được giảm đến mức cần thiết để duy trì trật tự nội bộ. Những người lính Estonia phục vụ trong lực lượng quân đội Nga sẽ được gọi quay trở về nhà và được xuất ngũ.
Cho đến khi Quốc hội lập hiến Estonia được bầu bằng các cuộc bầu cử tổng quát, trực tiếp, bí mật và theo tỷ lệ, sẽ triệu tập và xác định cấu trúc hiến pháp của đất nước, tất cả các cơ quan hành pháp và lập pháp sẽ vẫn được trao cho Hội đồng liên tỉnh Estonia và Chính phủ lâm thời Estonia được tạo ra bởi nó, có hoạt động phải được hướng dẫn bởi các nguyên tắc sau:
1. Tất cả công dân của Cộng hòa Estonia, bất kể tôn giáo, nguồn gốc dân tộc và quan điểm chính trị của họ, sẽ được hưởng sự bảo vệ bình đẳng theo luật pháp và tòa án công lý của Cộng hòa.

2. Tất cả các dân tộc thiểu số, người Nga, người Đức, người Thụy Điển, người Do Thái và những người khác cư trú trong biên giới của nước cộng hòa, sẽ được đảm bảo quyền tự chủ về văn hóa của họ.

3. Tất cả các quyền tự do công dân, như tự do ngôn luận, báo chí, tôn giáo, hội họp, và tự do hoạt động cũng như quyền bất khả xâm phạm của cá nhân và gia đình, sẽ có hiệu lực không thể chối cãi trong lãnh thổ của Cộng hòa Estonia và dựa trên luật pháp mà Chính phủ tức thì đưa ra.

4. Chính phủ lâm thời sẽ tiến hành tổ chức ngay lập tức các tòa án công lý để bảo vệ an ninh của công dân. Tất cả các tù nhân chính trị sẽ được thả ra ngay lập tức.

5. Chính quyền địa phương của thành phố, quận và thị trấn sẽ được kêu gọi tiếp tục công việc của họ, vốn đã bị gián đoạn dữ dội.

6. Để duy trì trật tự công cộng, dân quân nhân dân, trực thuộc chính quyền địa phương, sẽ được tổ chức ngay lập tức và các tổ chức tự vệ của công dân được thành lập ở các thành phố và khu vực nông thôn.

7. Chính phủ lâm thời đã chỉ đạo làm việc không chậm trễ, trên cơ sở dân chủ rộng rãi, các dự luật cho giải pháp về các vấn đề nông nghiệp, và các vấn đề về lao động, cung cấp thực phẩm và tài chính.
Estonia! Bạn đứng trước ngưỡng cửa của một tương lai đầy hy vọng, trong đó bạn sẽ được tự do và độc lập trong việc xác định và định hướng vận mệnh của mình. Bắt đầu xây dựng một ngôi nhà của riêng bạn, được cai trị bởi pháp luật và trật tự để trở thành một thành viên xứng đáng trong gia đình của các quốc gia văn minh. Con trai và con gái của quê hương chúng ta, chúng ta hãy đoàn kết như một người đàn ông trong nhiệm vụ thiêng liêng là xây dựng quê hương. Mồ hôi và máu của tổ tiên chúng ta đổ ra cho đất nước này bắt buộc chúng ta phải làm điều đó, và chúng ta phải làm điều đó vì lợi ích của các thế hệ tương lai.
Xin Chúa phù hộ cho Chúng con

 và ban phước lành cho

 quê hương thân yêu của chúng con!
Cộng hòa dân chủ độc lập Estonia muôn năm!
Hòa bình giữa các quốc gia muôn năm!

Hội đồng liên tỉnh Estonia

Ngày 24 tháng 2 năm 1918